# Houaïlou
Houaïlou is een gemeente in Nieuw-Caledonië en telt 4.240 inwoners (2014). De oppervlakte bedraagt 940,6 km², de bevolkingsdichtheid is 4,5 inwoners per km².